# Coppa Intercontinentale 2018 (India)
La Coppa Intercontinentale 2018, nota come 2018 Hero Intercontinental Cup per ragioni di sponsorizzazione, è stato un torneo calcistico a carattere amichevole tenutosi a Mumbai, in India, dal 1° al 10 giugno 2018, con la partecipazione di quattro nazionali di calcio.
La coppa nacque con l'intento di fungere da torneo preparatorio alla Coppa d'Asia 2019. Al torneo parteciparono le nazionali di India, Kenya, Nuova Zelanda e Taipei cinese. A vincere fu l'India, che in finale sconfisse il Kenya per 2-0.

## Squadre partecipanti
Al torneo hanno partecipato quattro nazionali, così classificate nel ranking FIFA il 1º giugno 2018:
- India (97º posto)
- Kenya (112°)
- Nuova Zelanda (120°)
- Taipei cinese (121°)

Inizialmente al torneo avrebbe dovuto partecipare il Sudafrica, che comunicò poi la propria indisponibilità a prendere parte alla competizione e fu sostituita dal Kenya. Le altre due nazionali impegnate nel torneo erano Taipei Cinese e Nuova Zelanda.

## Formula
Il torneo fu disputato con la formula del girone all'italiana. Le prime due classificate avevano accesso alla finale, in gara secca.

## Fase a gironi
| Pos. | Squadra       | Pt | G | V | N | P | GF | GS | DR  |
| ---- | ------------- | -- | - | - | - | - | -- | -- | --- |
| 1.   | India         | 6  | 3 | 2 | 0 | 1 | 9  | 2  | +7  |
| 2.   | Kenya         | 6  | 3 | 2 | 0 | 1 | 6  | 4  | +2  |
| 3.   | Nuova Zelanda | 6  | 3 | 2 | 0 | 1 | 4  | 3  | +1  |
| 4.   | Taipei cinese | 0  | 3 | 0 | 0 | 3 | 0  | 10 | -10 |

| Arbitro: | Nivon Robesh Gamini |

|                                               |           |  |
| Chhetri 14’, 34’, 62’ U. Singh 48’ Halder 78’ | Marcatori |  |

| Arbitro: | Santosh Kumar |

|                        |           |              |
| Miheso 45’ Ochieng 69’ | Marcatori | 42’ S. Singh |

| Arbitro: | Hettikamkanamge Perera |

|                                          |           |  |
| Chhetri 68’ (rig.), 90+2’ Lalpekhlua 71’ | Marcatori |  |

| Arbitro: | C. R. Srikrishna |

|  |           |                  |
|  | Marcatori | 36’ (rig.) Bevan |

| Arbitro: | Hettikamkanamge Perera |

|             |           |                      |
| Chhetri 47’ | Marcatori | De Jong 49’ Dyer 86’ |

| Arbitro: | Santhosh Kumar |

|  |           |                                               |
|  | Marcatori | 52’ Odhiambo 55’ (rig.), 88’ Atudo 70’ Otieno |

## Finale
| Arbitro: | Nivon Robesh Gamini |

|                 |           |  |
| Chhetri 8’, 29’ | Marcatori |  |

## Classifica marcatori
8 reti
- Sunil Chhetri

2 reti
- Jockins Atudo

1 rete
- Andre de Jong
- Clifton Miheso
- Dennis Odhiambo
- Myer Bevan

- Moses Dyer
- Jeje Lalpekhlua
- Ovella Ochieng
- Pronay Halder

- Sarpreet Singh
- Timothy Otieno
- Udanta Singh